# José Luis Correa López
José Luis Correa López (Manizales, 16 de marzo de 1991) es un médico, deportista y político colombiano, que se desempeñó como miembro de la Cámara de Representantes por Caldas.

## Biografía

### Primeros años y educación
Nació en Manizales en 1991, hijo de Conrado Correa y Pilar López, dueños de una empresa de transporte público. Estudió Medicina en la Universidad de Caldas y es candidato a una Maestría en Gobierno y Gestión Pública en América Latina y Barcelona School Of Management de la Universidad Pompeu Fabra.

### Carrera deportiva
Entrenó karate profesionalmente, llegando a ser parte de la Selección Colombia de Karate por 8 años. A nivel nacional, ganó una medalla de oro en los Juegos Nacionales de 2012 y posteriormente, a nivel regional e internacional, se consagró como subcampeón panamericano, subcampeón suramericano, medallista centroamericano y se posicionó como séptimo a nivel mundial en dos ocasiones.

### Carrera política
Afiliado al Partido Liberal, incursionó en la política en las elecciones legislativas de Colombia de 2018, cuando se postuló como candidato a la Cámara de Representantes por Caldas, en fórmula con el senador Mario Castaño, resultando elegido con 39.249 sufragios. En el Congreso, fue miembro de la Comisión Séptima de Trabajo, Salud y Seguridad Social, así como fue autor y coautor de más de 90 proyectos de ley.
Rota su alianza con Castaño, en las elecciones legislativas de 2022 trató de dar el paso al Senado, pero solo obtuvo 32.009 votos.